# Chaos in Bloom
Chaos in Bloom è il quattordicesimo album in studio del gruppo musicale statunitense Goo Goo Dolls, pubblicato nel 2022.

## Tracce
1. Yeah, I Like You – 4:24
2. War – 4:34
3. Save Me from Myself – 3:16
4. Let the Sun – 3:33
5. Loving Life – 3:35
6. Going Crazy – 3:58
7. Day After Day – 3:27
8. Past Mistakes – 3:32
9. You Are the Answer – 4:23
10. Superstar – 4:31

## Formazione
Goo Goo Dolls
- John Rzeznik – voce (tracce 1–4 6-7, 9-10), chitarra
- Robby Takac – basso, voce (5, 8)

Altri musicisti 
- Craig Macintyre – batteria (tutte), piano (9)
- Jamie Muhoberac – tastiera
- Billy Perez – tastiera (1–8, 10)
- Luis Conte – percussioni (1, 2, 5–8, 10)
- Brad Fernquist – chitarra (2, 3, 5, 6, 8, 10)
- Genevieve Schatz – voce (3), cori (4, 9)
- Grace Enger – cori (3)
- John Button – basso (3)
- Chris Szczech – chitarra (4, 8, 10)
- Jim McGorman – cori (5, 8)
- Will Scott – batteria (7)
- Jason Soda – chitarra (9)
- Cindy Cashdollar – steel guitar (10)